# Telecardiologia
La telecardiologia è una delle applicazioni più diffuse della telemedicina e consiste principalmente nella trasmissione e refertazione a distanza di elettrocardiogramma, nell'effettuazione di teleconsulti cardiologici e nel telemonitoraggio di pazienti aritmici o affetti da insufficienza cardiaca cronica.
Fin dal suo inizio, essa permette di inviare il segnale acustico relativo al battito del cuore, mediante l'uso di normali telefoni e oggigiorno anche su telefoni cellulari.